# 岩谷尚文
岩谷尚文（日语：／ Iwatani Naofumi）是輕小說系列《盾之勇者成名錄》的角色，由Aneko Yusagi所創。在作品中，尚文跟另外三位年輕男子一起傳送到異世界當中，當地人及後要求這四位異世界人一起對抗稱為「浪潮」的災厄——當地每隔一個月左右便會出現次元裂縫，之後大量魔獸便會從裂縫中湧現，造成破壞。尚文的初始裝備為一面傳說的小盾牌，這使之獲得「盾之勇者」的稱號。不過公主麥蒂及後诬陷他企圖性侵自己，令尚文對於整個社會失去信任。
Aneko Yusagi在作中強調了道德的重要性。動畫製作團隊則希望以尚文的狼狽戰鬥場面來刻畫其艰辛。尚文的日語版動畫配音員為石川界人，廣播劇爲鈴木達央，英語版由比利·卡梅茨（Billy Kametz）負責配音。
評論者对尚文的評價褒貶不一。他們部分認為尚文的行為不為人討喜，不過其在故事中的發展則獲得多名評論者的稱讚，尚文跟其奴隸拉芙塔莉雅的關係發展亦獲得不少好評。Crunchyroll因着卡梅茨在為尚文配音時的表現，而為之授以獎項。

## 角色設計
尚文由Aneko Yusagi所創。Yusagi在作中強調了以道德為先的重要性，以及一些人的道德理念會怎樣對他人構成傷害。Yusagi把尚文設計成「冷靜的御宅族」。同時他亦相信動畫版的尚文是經過拉芙塔莉雅的視角美化的，使之比原著更冷靜沉穩。他對於動畫的頭幾話表示讚揚，因為尚文就在當中跟拉芙塔莉雅建立紐帶。Yusagi亦認為動畫中的拉爾庫貝爾庫最能夠帶給自己不一樣的印象——他在當中變得更像「尚文的哥哥」。
動畫版導演阿保孝雄表示，他在動畫中以尚文的狼狽戰鬥場面來刻畫其艰辛。負責劇本統籌的小柳啟伍認為，尚文的艰辛在異世界作品當中頗為常見，不過其異於其他主角的表現能讓整部作品獨樹一格。制片人田村淳一郎對上述意見表示讚同，並表示尚文是更為現實的英雄，比方說其需要以更為陰暗的手段去達成目標。阿保認為尚文跟拉芙塔莉雅等同伴的關係就像家人一樣——而這正合其意。
一些動畫製作人員認為，「尚文的唯一武器就是其盾牌」這一設定十分有趣，尚文亦因此而需依賴拉芙塔莉雅及自身想出來的戰術去戰鬥。他們為了令戰鬥場面更吸引人眼球，而為其盾牌作出多處修改，並設計出多種不同的盾牌造型。他們亦在按照小說重現尚文的武器時感到一定困難。
石川界人為日語版動畫的尚文配音。他對於麥蒂誣陷尚文性侵自己此一情節感到震驚。石川在為首集配音時，由於知道尚文接下來將來面對挫折，所以其依賴着「積極的想像」來為之配音。此外石川亦会把自身代入尚文這个角色，以望自己在配音时有着更好的表现。他表示尚文在與拉芙塔莉雅的相處過程中展現出其魅力。石川同時認為即使尚文經常作出善舉，但其仍不願向人表露自己的內心，依舊裝作冷漠的樣子。英語版的尚文由比利·卡梅茨（Billy Kametz）負責配音。

## 作中表現

### 本篇
尚文在原本的世界中是個大學生。某一天，他在圖書館找到了一本有關四聖勇者的書。他在閲覽這本書的過程中，突然被召喚到異世界。不過沒過多久，他便受到其他勇者冷遇、三勇教教徒的歧視，甚至連公主麥蒂也誣陷他企圖性侵自己——這些都使他變得憤世嫉俗和不信任他人。但是，這種情況亦因拉芙塔莉雅的出現而慢慢起了變化。拉芙塔莉雅對於尚文百般信賴，並令他意識到自己的不足。他認為自己是在不情不願的情況下傳送到異世界，所以勇者這個身份對他而言只是一種負擔。尚文對於以不正當手段去確保自己一行人繼續生存下去這事沒什麼悔意，即使其他勇者都在批評他。他不願意相信陌生人，並經常以奴隸紋等手段去確保他人不會耍花樣，不過其亦會盡力不辜負相信自己的人的期望。
在靈龜一戰過後，女王為感謝尚文的貢獻，而把拉芙塔莉雅的故鄉贈與給尚文。他繼用那片土地去組建一支對抗浪潮和聖獸的臨時軍隊，並把流離失所的居民（很多後來成了奴隸）購買回來重新安置。他喜歡裝壞人，拉芙塔莉雅等人則對此感到惱火。尚文亦會在無需戰鬥的日子裡當起商人/工匠。他相信自己總有一天會回到地球，故經常把拉芙塔莉雅和菲洛視作自己的養女看待，並希望她們有一天能自己保護好自己。
儘管尚文在一開始因為受到歧視和不能直接攻撃敵人，而起步得較慢，但他後來因跟拉芙塔莉雅等人組隊和解鎖不同的技能，而大展所長，其實力甚至超越其餘三名勇者。大部分攻擊和毒物都不會對他造成任何傷害。 在他眾多的盾牌中，「憤怒之盾」的能力仍是數一數二的，其能對敵人造成較大傷害，不過尚文需在使用時控制因此而起的憤怒狀態，避免失控。在使用過後，其能力會出現短暫下降。

### 外傳
在外傳《槍之勇者重生錄》中，尚文因在故事開頭被槍之勇者元康所救，而與本傳個性有所差異，比如他會認為本傳的自己買下奴隸拉芙塔莉雅來幫助自己戰鬥的舉動十分殘忍，對外也顯得較為溫柔，但唯一不變的是一旦對敵人憤怒後所展現出的腹黑心理，戰鬥能力則與本傳相當。而尚文亦在當中一直跟元康合作升級。

### 其他
尚文、拉芙塔莉雅、菲洛亦在《異世界四重奏》中登場。除此之外，尚文還出現在《盾之勇者成名錄Relive The Animation》、《盾之勇者成名录for RPGMV》等角色扮演遊戲當中。
宇野結也將於2021年7月上演的《盾之勇者成名录》改編舞台劇中飾演尚文。

## 各界反應
評論者對尚文的評價褒貶不一。動畫新聞網的麗貝卡·西爾弗曼（Rebecca Silverman）在評論輕小說第一卷時表示，即使尚文背負着不应背負的罪行，但其某些行動會令人認為他真的是個壞蛋——比如他會買下奴隸拉芙塔莉雅來幫助自己。尽管如此，西爾弗曼仍認為作者把兩者之間的互動寫得很好，因為這突顯出尚文溫柔的一面。她最後因此把尚文視作在眾多作品當中獨樹一格的勇者。特伦·马丁（Theron Martin）表示：「该系列看來更傾向將尚文打造成民间英雄……第三話證明了這部作品有着一定潛力」。英國動畫新聞網認為動畫的頭幾話令人不快，不過拉芙塔莉雅與尚文在之後的關係發展卻使作品本身更令人討喜。《Fandom Post》對「尚文被誣陷，之後變得更強更陰險」的設定表示讚賞。動畫新聞網及後發表了另一則評論，讚揚作者把尚文描寫成「愤世嫉俗的樣子，而這有助于推动劇情的发展。更重要的是，這顯示其比起其他勇者更會思慮自己的行動」。 
一些评论家更关注这个角色在改編动画中的形象。Manga.Tokyo赞扬尚文在動畫中的發展——他在當中為保護自身的朋友而不返回地球，選擇留在異世界，並為拉芙塔莉雅的幫助表示感激。這令該評論者希望下一期會為他們倆的關係增添浪漫元素。英國動畫新聞網認為製作方為動畫版的尚文加入了一些小說沒有的細節，使其轉變更令人信服，並令整個角色更討喜。不過該篇評論亦批評動畫版刪減了令尚文在圖書館中評價公主為婊子的線索。《Fandom Post》亦認為動畫版的尚文更有吸引力。
也有一些評論者對尚文抱持負面觀感。漫畫書資源網的蒂莫西·多诺霍（Timothy Donohoo）批評尚文脫離不開「永远不会出错的强势主角」這個定位。他推测，一些观众可能会同情主角，而這正好「證明把這部作品標籤作『非自願獨身者的幻想』的舉動是正確的」。動畫新聞網稱尚文跟拉芙塔莉雅的關係是動畫史上最糟糕的，因為拉芙塔莉雅在當中自願為奴。
Crunchyroll在2020年為尚文的英語版配音員比利·卡梅茨（Billy Kametz）頒發「最佳英語配音獎」，表揚他在為尚文配音時的表現。卡梅茨對此表示高興，並感謝其他配音員對自己的支持。

## 備注
1. ↑  的日語羅馬字發音為Aneko Yusagi。作者名稱尚未有正式中文翻譯。